# Petr Vakoč
Petr Vakoč (* 11. Juli 1992 in Prag, Tschechoslowakei) ist ein tschechischer Radrennfahrer.

## Sportliche Laufbahn
Petr Vakoč gewann in der Juniorenklasse 2010 eine Etappe bei der Tour du Pays de Vaud und wurde Zweiter der Gesamtwertung. Bei der nationalen Meisterschaft wurde er Dritter im Straßenrennen.
Im Erwachsenenbereich fuhr Vakoč 201 er für das tschechische Continental Team ASC Dukla Praha. Er wurde in diesem Jahr nationaler Meister im Einzelzeitfahren der U23-Klasse. Bei den Straßen-Weltmeisterschaften in Kopenhagen wurde er 15. im U23-Straßenrennen. 2013 wurde Vakoč unter anderem U23-Vizeeuropameister im Straßenrennen, gewann die Slowakei-Rundfahrt und die Vuelta a la Comunidad de Madrid.
Zur Saison 2014 schloss sich Vakoč dem UCI WorldTeam Omega Pharma-Quick Step an, für dessen Farmtream Etixx-iHNed er bereits 2013 fuhr. Bereits in seinem ersten Jahr bei dieser Mannschaft gewann er mit einer Etappe der Tour de Pologne sein erstes Rennen der UCI WorldTour. 2014 gewann er das Straßenrennen der Männer bei den Weltmeisterschaften der Studenten. 2015 wurde er nationaler Straßenmeister und entschied die Czech Cycling Tour sowie eine Etappe der Tour of Britain für sich. 2016 gewann er den Classic Sud Ardèche, La Drôme Classic sowie das Rennen Pfeil von Brabant. Er bestritt in dieser Zeit den Giro d’Italia 2015 und die Tour de France 2016 und konnte diese Grand Tours als 116. bzw. 118. beenden.
Im Januar 2018 wurde Petr Vakoč in Mpumalanga im Osten des südafrikanischen Johannesburg von einem Lastwagen angefahren, während er mit seinen Mannschaftskamerade Bob Jungels und Laurens De Plus trainierte. Er brach sich mehrere Rückenwirbel, de Plus erlitt leichtere Verletzungen. Erst im Juni des Jahres konnte Vakoč nach langer Rehabilitation das Training aufnehmen, bestritt aber in diesem Jahr kein einziges Rennen.
In der Saison 2019 kehrte Vakoč in das Renngeschehen zurück. Zur Saison 2020 wechselte er zum UCI ProTeam Alpecin-Fenix, wo er zu einem wichtigen Helfer von Mathieu van der Poel wurde. 2021 schaffte er nach seiner verletzungsbedingten Pause erneut die Nominierung für eine Grand Tour. Mit der erneuten Teilnahme an der Tour de France hatte er jedoch das Gefühl, seine Ziele erreicht zu haben und dem Körper eine Pause gönnen zu müssen. Daher beendete er nach der Saison 2021 seine Karriere im Straßenradsport und wandte sich anderen Disziplinen des Radsports zu.
Seitdem ist Vakoč im Mountainbikesport und seit 2023 schwerpunktmäßig bei Gravelrennen aktiv. 2023 und 2024 nahm er an der Cape Epic teil. Im Gravel wurde 2023 er Zweiter beim Unbound Gravel und gewann zwei Rennen der UCI Gravel World Series.

## Erfolge
2011
- Tschechischer Meister – Einzelzeitfahren (U23)

2013
- Gesamtwertung Slowakei-Rundfahrt
- Gesamtwertung und eine Etappe Vuelta a la Comunidad de Madrid (U23)
- eine Etappe Czech Cycling Tour
- Europameisterschaft – Straßenrennen (U23)
- Grand Prix Královehradeckého Kraje

2014
- eine Etappe Tour de Pologne

2015
- Tschechischer Meister – Straßenrennen
- Gesamtwertung und Mannschaftszeitfahren Czech Cycling Tour
- eine Etappe Tour of Britain

2016
- Nachwuchswertung Tour du Haut-Var
- Nachwuchswertung Tour La Provence
- Classic Sud Ardèche
- La Drôme Classic
- Pfeil von Brabant
- Tschechische Meisterschaft – Einzelzeitfahren

2017
- Tschechische Meisterschaft – Einzelzeitfahren

2019
- Hammer Sprint Hammer Stavanger

## Grand-Tour-Platzierungen
| Grand Tour            | 2015 | 2016 | 2017 | 2018 | 2019 | 2020 | 2021 |
| --------------------- | ---- | ---- | ---- | ---- | ---- | ---- | ---- |
| Giro d’ItaliaGiro     | 116  | –    | –    | –    | –    | –    | –    |
| Tour de FranceTour    | –    | 118  | –    | –    | –    | –    | 118  |
| Vuelta a EspañaVuelta | –    | –    | –    | –    | –    | –    | –    |